# 拉塞爾 (明尼蘇達州)
拉塞爾是一個位於美國明尼蘇達州萊昂縣的城市。

## 歷史
拉塞爾於1888年設立，翌年設立營運至今的郵局，1898年升格至城市。此地得名自一名定居者的兒子拉塞爾·斯派瑟（Russell Spicer），因協助在當地建立鐵路而知名。

## 人口
根據2020年美國人口普查的數據，拉塞爾的面積為2.52平方千米，當中陸地面積為2.38平方千米，而水域面積為0.14平方千米。當地共有人口348人，而人口密度為每平方千米138人。